# Церковь Симеона Столпника (Великий Устюг)
Церковь Симеона Столпника — православный храм в городе Великом Устюге Вологодской области. Построен в середине XVIII века, иногда указывают 1765 год. Единственная церковь города, в архитектуре которой присутствуют черты западноевропейского барокко. Расположена во 2 части города, далеко от исторического центра, на берегу реки Сухоны.

## Описание
Композиция церкви существенно отличается от других храмов Великого Устюга. Западный фасад её выходит на Сухону, вперёд выдвинуты два симметричных придела. Ранее между приделами располагалось построенное на арках гульбище, однако оно сильно пострадало в XIX веке во время наводнения и было заменено лестницей, не очень согласующейся со стилем церкви. Храм двухэтажный, в центре композиции находится четверик, к которому с восточной стороны примыкает алтарная часть. Верхняя церковь — летняя (не отапливалась), нижняя — зимняя. Стены как четверика, так и обоих приделов завершены полукруглыми фронтонами. На четверике стоит двухъярусный восьмерик, над каждым из приделов — восьмерик меньшего размера. Окна украшены барочными наличниками.

## Колокольня
Западнее церкви стоит ярусная (восьмерик на четверике) колокольня, построенная в том же стиле, что и сама церковь. Колокольня завершена шпилем, что характерно для соответствующего периода русского зодчества.